# Maissana
Maissana település Olaszországban, Liguria régióban, La Spezia megyében. Lakosainak száma 576 fő (2023. január 1.). Maissana Carro, Castiglione Chiavarese, Ne, Casarza Ligure és Varese Ligure községekkel határos.

## Népesség
A település lakossága az elmúlt években az alábbi módon változott:
| Lakosok száma | 610  | 610  | 576  |
|               | 2017 | 2018 | 2023 |